# Ram Chandra Paudel

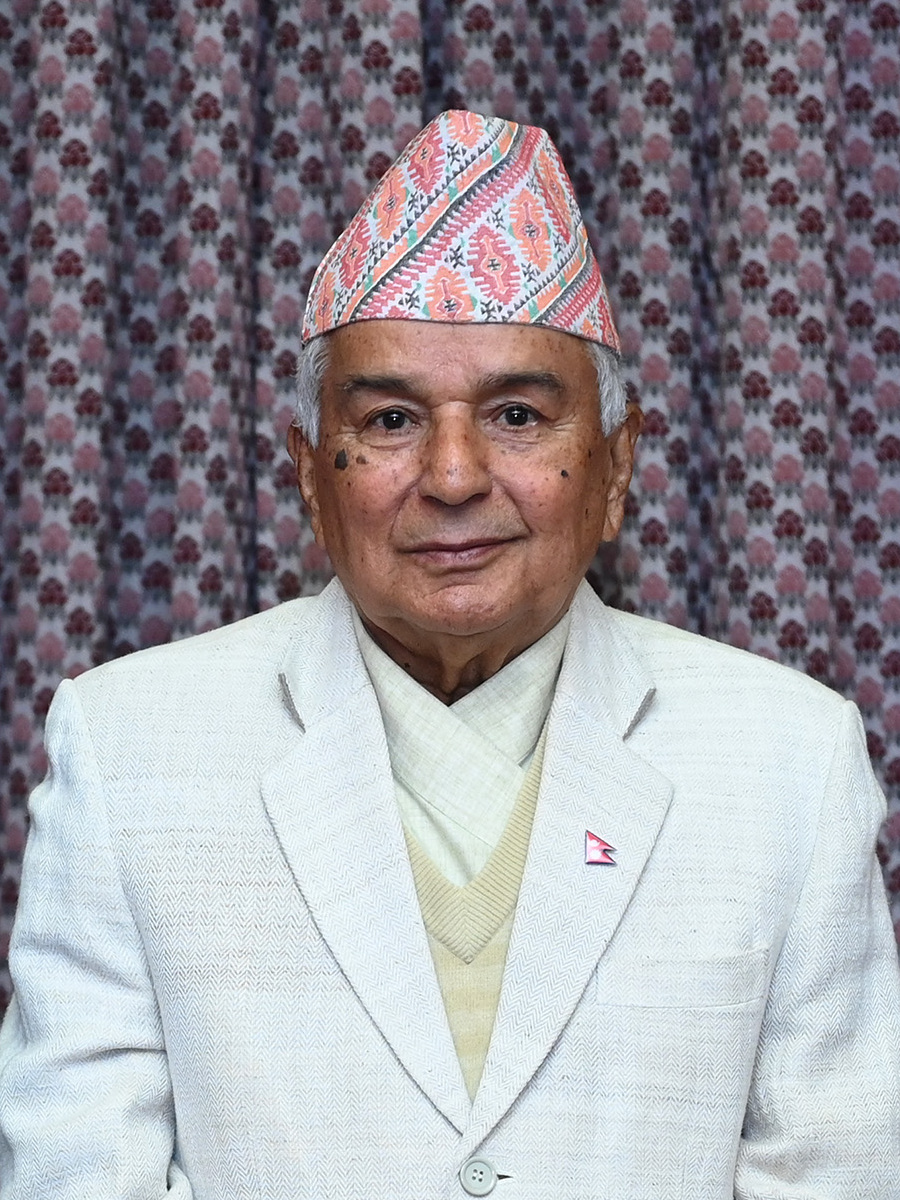
Ram Chandra Paudel (2024)

Ram Chandra Paudel (Nepali: रामचन्द्र पौडेल; * 6. Oktober 1944 in Vyas, Distrikt Tanahu) ist ein nepalesischer Politiker, der seit dem 13. März 2023 als dritter Präsident Nepals amtiert. Paudel, ein ehemaliger führender Politiker des nepalesischen Kongresspartei, war von 1994 bis 1998 Sprecher des Repräsentantenhauses und von 1999 bis 2002 stellvertretender Premierminister und Innenminister Nepals. Er wurde 1991 erstmals ins Parlament gewählt und bekleidete verschiedene Ministerämter.

## Laufbahn
Paudel stammt aus eine Mittelklassefamilie von Bauern und wurde im Alter von 16 Jahren ein politischer Aktivist, nachdem Nepal 1960 in eine absolute Monarchie umgewandelt worden war (Panchayat-System).  Paudel war als Studentenführer und in sozialistisch ausgerichteten Bewegungen aktiv, die sich gegen die königliche Diktatur richteten, weshalb er von den staatlichen Behörden verfolgt wurde. Zwischen 1961 und 2006 wurde er deshalb mehrmals zu Haftstrafen verurteilt und saß insgesamt 14 Jahre im Gefängnis. Paudel erwarb einen Bachelor-Abschluss in Sanskrit (1967) und einen Master in Nepalesisch der Tribhuvan-Universität (1970). Er gehörte 1970 zu den Mitbegründern der Nepal Students' Union, dem studentischen Flügel der nepalesischen Kongresspartei.
Paudel begann seine Parteikarriere 1977, als er in das Bezirkskomitee der nepalesischen Kongresspartei in seinem Heimatdistrikt Tanahu gewählt wurde. 1983 wurde er nach erfolgreicher Parteiarbeit in das Zentralkomitee der Partei befördert. Paudel wurde 1991 erstmals Abgeordneter in der Sanghiya Sansad und war von Mai 1991 bis 1994 Minister für lokale Entwicklung und Landwirtschaft. Er war danach Sprecher des Repräsentantenhauses (1994–1998) sowie Vizepremier und Innenminister (1999–2002). In der Partei übte er das Amt des Generalsekretärs des Zentralkomitees (2005–2007) und des Vizepräsidenten aus (2007–2015). Von 2007 bis 2008 war er erneut Minister, dieses Mal für Frieden und Wiederaufbau. Nach dem Tod von Sushil Koirala war er 2016 kurzzeitig Präsident der Kongresspartei.
2017 verlor er seinen Sitz im Parlament, als er in seinem Wahlkreis gegen den Kandidaten der Kommunistischen Partei Nepals (CPN-UML) unterlag. Er blieb in der Parteipolitik aktiv und wurde bei den Parlamentswahlen 2022 für den Wahlkreis Tanahun 1 wieder ins Repräsentantenhaus gewählt. Paudel wurde für die Kongresspartei als Führer eines Mehrparteienbündnisses für die Präsidentschaftswahlen 2023 aufgestellt und wurde auch von den regierenden Maoisten unterstützt. Er wurde als Teil der Koalition am 9. März 2023 zum Präsidenten gewählt. Er besiegte Subas Chandra Nemwang von der CPN (UML), wobei er 64 Prozent der Stimmen erhielt. Nach seiner Wahl zum Präsidenten trat er als aktives Mitglied der Kongresspartei zurück. Paudel legte auch sein Amt als Parlamentsmitglied nieder, bevor er am 13. März 2023 das Amt des Präsidenten antrat.
Paudel ist mit Sabita Paudel verheiratet und Vater von fünf Kindern (vier Töchter und ein Sohn). Als langjähriger politischer Aktivist und Parteifunktionär hat er mehrere Bücher und zahlreiche Artikel in Zeitungen geschrieben. Er veröffentlichte auch Essays und Gedichte über seine Zeit als politischer Häftling.